# پانیو (ایتالیا)
پانیو (به ایتالیایی: Pagno) یک کومونه در ایتالیا است که در استان کونیو واقع شده‌است.

## خصوصیات
پانیو ۸٫۴ کیلومترمربع مساحت و ۵۶۴ نفر جمعیت دارد.